# Субалпијски вунасти пацов
Субалпијски вунасти пацов (лат. Mallomys istapantap, енгл. Subalpine woolly rat) је сисар из реда глодара и породице мишева (лат. Muridae).

## Распрострањење
Врста има станиште у Индонезији и Папуи Новој Гвинеји.

## Станиште
Субалпијски вунасти пацов има станиште на копну.
Врста је по висини распрострањена до 3.850 m надморске висине. 

## Начин живота
Субалпијски вунасти пацов прави гнезда. 

## Угроженост
Ова врста није угрожена, и наведена је као последња брига јер има широко распрострањење.

### Популациони тренд
Популациони тренд је за ову врсту непознат.